# Dolichomitus pterelas
Dolichomitus pterelas är en stekelart som först beskrevs av Thomas Say 1829.  Dolichomitus pterelas ingår i släktet Dolichomitus och familjen brokparasitsteklar. Arten är reproducerande i Sverige. Inga underarter finns listade i Catalogue of Life.